# Cult Classic
Cult Classic es el decimosegundo álbum de estudio de Blue Öyster Cult, lanzado por SPV en 1994.
El disco consiste en regrabaciones de viejos clásicos del grupo, con un sonido de los años 90. Este álbum fue reeditado como Champions of Rock y E.T.I. Revisited en 1996 y 2004 respectivamente.

## Lista de canciones
1. "(Don't Fear) The Reaper" - 5:05
2. "E.T.I. (Extra Terrestrial Intelligence)" - 5:13
3. "Me-262" - 3:08
4. "This Ain't the Summer of Love" - 2:43
5. "Burnin' for You" - 4:27
6. "O.D.'d on Life Itself" - 4:52
7. "Flaming Telepaths" - 6:06
8. "Godzilla" - 3:40
9. "Astronomy" - 8:45
10. "Cities on Flame with Rock and Roll" - 4:06
11. "Harvester of Eyes" - 3:57
12. "Buck's Boogie" - 6:51
13. "(Don't Fear) The Reaper" (TV Mix) - 5:06
14. "Godzilla" (TV Mix) - 3:40

## Personal
- Eric Bloom - voz, guitarra, productor
- Buck Dharma (Donald Roeser) - guitarra, voz, teclados
- Allen Lanier - teclados, guitarra
- Jon Rogers - bajo, coros
- Chuck Burgi - batería, coros